# Río Coata
Der Río Coata ist ein Zufluss des Titicacasees im südamerikanischen Andenhochland (nördlicher Altiplano) der peruanischen Region Puno.

## Flusslauf
Der Río Coata hat eine Gesamtlänge von etwa 180 km. Der Río Coata bildet den Abfluss des 4816 m hoch gelegenen Sees Laguna Ananta. Auf den ersten 50 Kilometern fließt er in überwiegend südlicher Richtung zum westlichen Ende des Sees Laguna Lagunillas. Er trägt auf diesem Flussabschnitt die Bezeichnungen Río Orduña, Río Borracho und Río Ichocollo. Der Río Aticata mündet rechtsseitig in den Fluss. Am Ausfluss aus dem See Lagunas Lagunillas befindet sich ein Staudamm. Unterhalb diesem fließt der Fluss als Río Cerrillos in überwiegend östlicher Richtung. Nach 10 Kilometern mündet der Río Verde von links in den Fluss. Dieser heißt anschließend Río Cabanillas. Er passiert die Kleinstadt Santa Lucía. Bei der Ortschaft Cabanilla verlässt der Fluss das Bergland und erreicht die wüstenhafte Ebene westlich des Titicacasees. Er fließt nun in nordnordöstlicher Richtung. Etwa 8 km nordöstlich der Großstadt Juliaca trifft der Río Lampa von links auf den Fluss. Dieser trägt auf seinem knapp 50 km langen Unterlauf den Namen Río Coata. Er umfließt Juliaca nördlich und wendet sich schließlich in Richtung Ostsüdost. Auf seinen letzten Kilometern weist der Río Coata zahlreiche Mäander auf. Schließlich mündet er 30 km nordnordöstlich der Regionshauptstadt Puno in die am Westufer des Titicacasees gelegene Bucht Bahía de Puno.

## Hydrologie
Der Río Coata entwässert ein Areal von etwa 4850 km² (nach anderen Quellen: 4585 km²) in den Provinzen Lampa und San Román. Die höchste Erhebung im Einzugsgebiet bildet der Nevado Huayquera (oder Waykira) mit 5575 m. Der Río Coata führt in den Sommer- und Herbstmonaten kaum Wasser. Die höchsten Abflüsse treten gewöhnlich zwischen Januar und April auf. In dieser Zeit liegen die mittleren Abflüsse bei etwa 80 m³/s.

## Ökologie
Im Río Coata kommt der Titicaca-Riesenfrosch (Telmatobius culeus) vor. Vermutlich aufgrund der Verschmutzung des Gewässers mit ungeklärten Abwässern kam es 2016 zu einem Massensterben der Frösche.